# لا کرستا ویلج (کالیفرنیا)
لا کرستا ویلج (به انگلیسی: La Cresta Village) یک منطقهٔ مسکونی در ایالات متحده آمریکا است که در شهرستان ال دورادو، کالیفرنیا واقع شده‌است. لا کرستا ویلج ۲۸۴ متر بالاتر از سطح دریا واقع شده‌است.